# Shocking Blue
Shocking Blue (español Azul impactante) fue una banda neerlandesa de rock formada en 1967.

## Biografía
Shocking Blue fue fundado por Robbie van Leeuwen en 1967 cuando grabaron su primer sencillo "Love is in the Air", que no tuvo éxito. En 1968 se dieron a conocer con "Lucy Brown is Back in Town" (cantada por Ferd de Wilde), que alcanzó el puesto 21 de popularidad en los Países Bajos. Ese año Fred de Wilde fue reemplazado por Mariska Veres como vocalista principal.
Fue en 1969 cuando el sencillo "Venus" (con "Hot Sand" como cara B) cantado por Mariska Veres, los elevó a la fama en todo el mundo alcanzó el número 1 del Billboard Hot 100 en Estados Unidos durante tres semanas, fue el primer sencillo neerlandés en hacerlo, por el que recibieron un disco de oro de parte de la Asociación de la Industria Discográfica estadounidense. Las ventas mundiales superaron los cinco millones de copias.
En 1970 y 1971 tuvieron otros dos éxitos: "Mighty Joe" (con "Wild Wind" como cara B) y "Never Marry a Railroad Man" (cara B: "Roll Engine Roll"). También en 1971 llegaron "Hello Darkness", "Shocking You" y "Blossom Lady". En 1972, "Inkpot", "Out of Sight, Out of Mind" y "Eve and the Apple", y en 1973, "Rock in the Sea". Ninguno de estos sencillos tuvo éxito en Estados Unidos.
En 1974 se disolvió el grupo y Mariska comenzó su carrera en solitario. Su único éxito como solista fue "Take Me High" en 1975.
En el año 1989 la famosa banda de Rock alternativo/Grunge,Nirvana hizo un cover de la canción Love Buzz para su álbum Bleach
Mariska Veres murió de cáncer el 2 de diciembre de 2006 a la edad de 59 años.
Klaasje van der Wal murió el 12 de febrero de 2018 a los 69 años.

## Músicos
- Mariska Veres - voz principal y coros
- Fred De Wilde - voz principal y coros
- Robbie van Leeuwen - guitarras
- Corn van der Beek - batería
- Klaasje van der Wal - bajos
- Henk Smitskamp - bajos
- Leo van de Ketterij - guitarras
- Martin van Wijk - guitarras

## Discografía
Álbumes de estudio
- "Shocking Blue" (1967) (llamado "Beat with Us" en Alemania)
- "At Home" (1969)
- "Scorpio's Dance" (1970)
- "Third Album" (1971)
- "Inkpot" (1972)
- "Live in Japan" (1972)
- "Attila" (1972)
- "Eve and the Apple" (1972) (Igual que Attila con una pista diferente)
- "Ham" (1973)
- "Dream on Dreamer" (1974) (Igual que Ham, pero con 3 canciones diferentes y 6 versiones alternativas)
- "Good Times" (1974)

Recopilaciones
- 1973 "Shocking Blue's Best" (Recopilatorios)
- 1973 "With Love from Shocking Blue" (Recopilatorios)
- 1975 "I Shock You, You Shock Me Too" (Recopilatorios)
- 1986 "Best of Shocking Blue" (Recopilatorios)
- 1986 "Shocking Blue Classics" (Recopilatorios)
- 1990 "20 Greatest Hits" (Recopilatorios (CD))
- 1994 "The Best of Shocking Blue" (Recopilatorios (CD))
- 1997 "Singles A's and B's" (Recopilatorios (CD))

Sencillos
- 1967 "Love Is in the Air" / "What You Gonna Do"
- 1968 "Lucy Brown Is Back in Town" / "Fix Your Hair Darling"
- 1968 "Send Me a Postcard" / "Harley Davidson"
- 1969 "Long and Lonesome Road" / "Fireball of Love"
- 1969 "Venus" / "Hot Sand"
- 1969 "Mighty Joe" / "Wild Wind"
- 1969 "Scorpio's Dance" / "Sally Was a Good Old Girl" (promoción)
- 1970 "Never Marry a Railroad Man" / "Roll Engine Roll"
- 1970 "Never Marry a Railroad Man" / "Hear My Song"
- 1970 "Hello Darkness" / "Pickin' Tomatoes"
- 1970 "Demon Lover" / "Scorpio's Dance"
- 1971 "Shocking You" / "Waterloo"
- 1971 "Serenade" / "Sleepless at Midnight"
- 1971 "Blossom Lady" / "Is This a Dream"
- 1971 "Out of Sight, Out of Mind" / "I Like You"
- 1971 "Harley Davidson" / "Seven Is a Number in Magic"
- 1972 "Inkpot" / "Give My Love to The Sunrise"
- 1972 "Rock in the Sea" / "Broken Heart"
- 1972 "Eve and the Apple" / "When I Was a Girl"
- 1973 "Let Me Carry Your Bag" / "I Saw You in June"
- 1973 "Oh Lord" / "In My Time of Dying"
- 1973 "Oh Lord" / "Everything That's Mine"
- 1974 "This America" / "I Won't be Lonely Long"
- 1974 "Dream on Dreamer" / "Where The Pick-Nick Was"
- 1974 "Good Times" / "Come My Way"
- 1975 "Gonna Sing My Song" / "Get It On"
- 1980 "Louise" / "Venus" (promoción)
- 1981 "Venus" / "Never Marry a Railroad Man"
- 1986 "The Jury and The Judge" / "I am Hanging on to Love"
- 1990 "Venus" (BHF-Remix) / "Venus"
- 1994 "Body and Soul" / "Angel"

DVD
- 2004 "Greatest Hits Around the World"

]]